# Kurhotel Imperial
Das Kurhotel Imperial wurde im Jahr 1878 für das Ehepaar Thomas und Rosina Wolf im Stil der Neorenaissance erbaut und ist heute ein Vier-Sterne Hotel in Františkovy Lázně (Franzensbad). Es wurde 1992 zum Kulturdenkmal erklärt.